# Zonopimpla zumbadoi
Zonopimpla zumbadoi är en stekelart som beskrevs av Ian D. Gauld 1991. Zonopimpla zumbadoi ingår i släktet Zonopimpla och familjen brokparasitsteklar. Inga underarter finns listade i Catalogue of Life.